# Negre vell

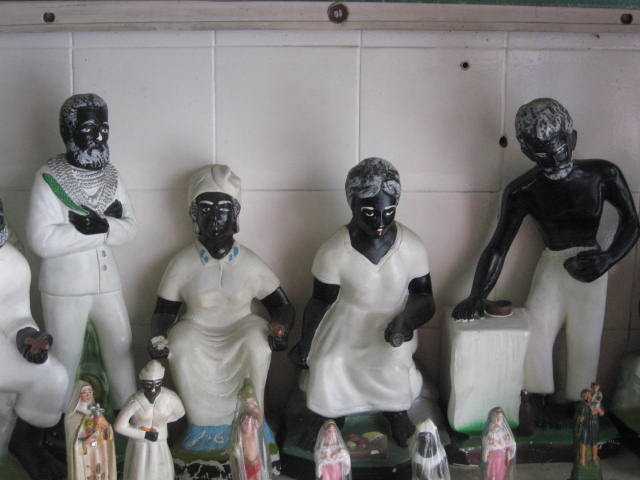
Negres vells, deïtats d'umbanda

El Negre vell o Negres vells són un tipus d'esperits de la religió umbanda. Són esperits que es presenten sota l'arquetip de vells africans que van viure en les senzala, majoritàriament com a esclaus que van morir en la tortura del cep o de vellesa, i que conten històries del temps de captivitat. Són considerats deïtats purificades: savis, tendres i pacients, donen amor, fe i esperança als "seus fills".
El Negre vell, en la religió umbanda, s'associa als ancestres africans, així com el caboclo està associat als indígenes i el <i>baiano</i> als emigrants del nord-est.
Els Negres vells són les entitats més conegudes nacionalment, fins i tot pels laics que sols han escoltat parlar d'aquestes religions afrobrasileres. El Negre vell es recorda també per l'instrument que normalment empra, la pipa.

## Descripció
Són esperits que pogueren, amb la seua edat avançada, viure per la seua saviesa, i malgrat la feresa de l'esclavisme demostren fe per suportar les amargors de la vida; és per això que són esperits guies savis.
Connectats generalment a la vibració d'Omolu, solen fumar en pipa i beneeixen amb branques de ruda. Les bafarades de tabac, segons la creença umbanda, netegen i harmonitzen les vibracions dels seus mèdiums i creients.

## Culte
En la religió umbanda els Negres vells són homenatjats el 13 de maig, data en què se signà la Llei Áurea, l'abolició de l'esclavisme a Brasil.
Els punts cantats serveixen per a saludar la presència de les deïtats, afermar la seua força durant els treballs espirituals i embolcallar a tots els presents, però sobretot als mèdiums, per ajudar-los a concentrar-se.

## Noms
Els noms d'alguns Negres vells dels quals es té notícia són Pare João, Pare Joaquim d'Angola, Pare José d'Angola, Pare Francisco, Vovó Maria Conga, Vovó Catarina. Pare Jacó, Pare Benedito, Pare Anastácio, Pare Jorge, Pare Luís, Mare Maria, Mare Cambina, Mare Sete Serras, Mare Cristina, Mare Mariana, Maria Conga, Vovó Rita, Vovó Joana, entre d'altres.
Els Negres vells es presenten amb noms que n'individualitzen l'actuació, com ara del Congo o Angola, palesant-ne la procedència.
Es presenten amb aquests cognoms, com s'esdevenia en l'època de l'esclavisme, en què els negres eren designats pel país d'on procedien:
- Congo_ Ex: (Pare Francisco de Congo), es refereix a Negres vells actius en la línia de Iansã;
- Aruanda_ Ex: (Pare Francisco d'Aruanda), es refereix a Negres vells actius en la línia d'Oxalá.
- D'Angola_ Ex: (Pare Francisco D'Angola), es refereix a Negres vells actius en la línia d'Ogum;
- Matas_ Ex: (Pare Francisco das Matas), es refereix a Negres vells actius en la línia d'Oxóssi;
- Calunga, Cemitério o das Almas, es refereix a Negres vells actius en la línia d'Omolu-Obaluaiê;

entre altres noms com: _Guinea, Moçambic, de la Serra, de Bahia, etc...